# Маслов, Алексей Фёдорович (педагог)
Алексей Фёдорович Маслов (7 июля 1937 — 23 февраля 2024) — советский, российский педагог. Народный учитель СССР (1991).

## Биография
Родился в селе Решёты Кочковского района (ныне в Новосибирской области) (по другим источникам — на станции Болотная Болотнинского района) в крестьянской семье.
В 1956 году окончив Тайгинский железнодорожный техникум, преподавал в этом учебном заведении. В 1959 году поступил в Новосибирский институт инженеров железнодорожного транспорта на заочное отделение. Через два года продолжил учёбу в Томском электромеханическом институте инженеров железнодорожного транспорта, который через год был переведён в Омск, и в 1964 году с отличием окончил Омский государственный университет путей сообщения.
С 1957 года — преподаватель, с 1972 — директор Тайгинского железнодорожного техникума, с 1995 — директор Тайгинского филиала Омского государственного университета путей сообщения, профессор.
А. Ф. Маслов стал инициатором сквозной подготовки специалистов для железнодорожного транспорта. В 1992 году на базе Тайгинского техникума был создан один из первых в отрасли учебно-производственный центр, объединяющий очное и заочное отделения техникума, курсы подготовки и переподготовки рабочих кадров для четырёх служб дороги: локомотивного и вагонного хозяйств, электроснабжения, пути и сооружений.
По инициативе и при непосредственном участии А. Ф. Маслова в 1996 году при техникуме открыт учебный полигон тягового подвижного состава и устройств энергоснабжения: на восьми путях расположены три электровоза, два тепловоза, секция электропоезда, рефрижераторная секция, грузовой и пассажирский вагоны.
Избирался депутатом Тайгинского городского Совета народных депутатов, Кемеровского областного Совета народных депутатов четырех созывов с 2002 года.
Именем педагога в Тайге названа улица. Скончался 23 февраля 2024 года.

## Награды и звания
- Заслуженный учитель школы РСФСР (1976)
- Народный учитель СССР (1991)
- Орден «Знак Почёта» (1998)
- Медаль «Ветеран труда»
- Знак «Почётный железнодорожник»
- Международная премия Андрея Первозванного (Фонд Андрея Первозванного, 2000) — за создание передового центра подготовки ведущих специалистов железнодорожного транспорта России[6]
- Золотая звезда «Герой Кузбасса» (2007)
- Медали «За особый вклад в развитие Кузбасса» I, II, III степени
- Медаль «За служение Кузбассу»
- Почётный гражданин города Тайги (1998)
- Почётный гражданин Кемеровской области (1999)
- Почётный гражданин Яйского района
- Почётный гражданин Яшкинского района.
- орден «Доблесть Кузбасса» (2001)
- звание «Лауреат премии Кузбасса» (2002)